# Desktop remoto
In informatica il desktop remoto è un'implementazione del servizio di accesso remoto tramite interfaccia grafica anziché shell testuale, ovvero indica la capacità di un certo sistema di elaborazione di aprire una sessione utente di tipo grafico o comunque interattivo su un computer remoto, collegato in Rete, attraverso una connessione remota, utilizzando le risorse di input/output del computer locale.

## Caratteristiche
La sessione remota è assolutamente indistinguibile da una sessione locale: l'utente ha il pieno controllo dell'interfaccia grafica e dell'ambiente operativo (relativamente ai suoi privilegi di utente come definiti sulla macchina remota) e gli strumenti di input/output locali (schermo, tastiera, dispositivi di puntamento, stampanti) funzionano come se fossero collegati direttamente al computer remoto.
La gestione di una sessione di desktop remoto richiede una serie di risorse a disposizione:
- un collegamento in rete di banda sufficientemente elevata per consentire la fluidità delle operazioni e delle interazioni con l'interfaccia utente;
- un protocollo di comunicazione tra computer che consenta il trasferimento anche delle informazioni relative alle operazioni sull'interfaccia utente (come per esempio RDP);
- la disponibilità di programma di controllo apposito su entrambi i computer (secondo il principio del Virtual Network Computing).

La connessione tramite desktop remoto, una volta che il protocollo di comunicazione tra computer e i programmi server e client sono compatibili, è possibile anche tra computer operanti su sistemi operativi differenti (per esempio, tra una macchina Unix o Unix-like (Linux) e una macchina con sistema operativo Windows). In questo caso, l'operatore utilizzerà l'ambiente del computer remoto nell'ambito delle operazioni eseguite tramite desktop remoto e il proprio sistema operativo per tutte le altre operazioni locali.